# Maciej Stanisław Suchodolski
Maciej (Mateusz) Stanisław Suchodolski herbu Janina (zm. w 1749 roku) – kasztelan lubelski w latach 1739–1748, chorąży lubelski w latach 1735–1739, miecznik łukowski w latach 1725–1735, podstarości grodzki lubelski w latach 1732-1739, sędzia grodzki lubelski w 1725 roku, pisarz grodzki lubelski w latach 1719-1732, komornik ziemski lubelski w 1718 roku, wicesgerent lubelski w latach 1710-1714.
Jako deputat województwa lubelskiego podpisał pacta conventa Stanisława Leszczyńskiego w 1733 roku. 
Poseł województwa lubelskiego na sejm zwyczajny pacyfikacyjny 1735 roku.